# Комісія з розслідування антиамериканської діяльності
Комісія з розслідування антиамериканської діяльності 1938–1975 років (англ. House Committee on Un-American Activities, HCUA; або англ. House Un-American Activities Committee, HUAC) — комісія палати представників конгресу США. В 1969 році назву комісії змінено на Комісія з внутрішньої безпеки (англ. House Committee on Internal Security). Після скасування комісії в 1975 році, її функції були передані до комісії з правосуддя.
Антикомуністичні розслідування комісії часто плутають з розслідуваннями сенатора Джозефа Мак-Карті в Постійному підкомітеті Сенату США з розслідувань внутрішньої безпеки (United States Senate Homeland Security Permanent Subcommittee on Investigations). Мак-Карті, бувши сенатором, не мав прямого стосунку до діяльності комісії.